# Ius imaginum

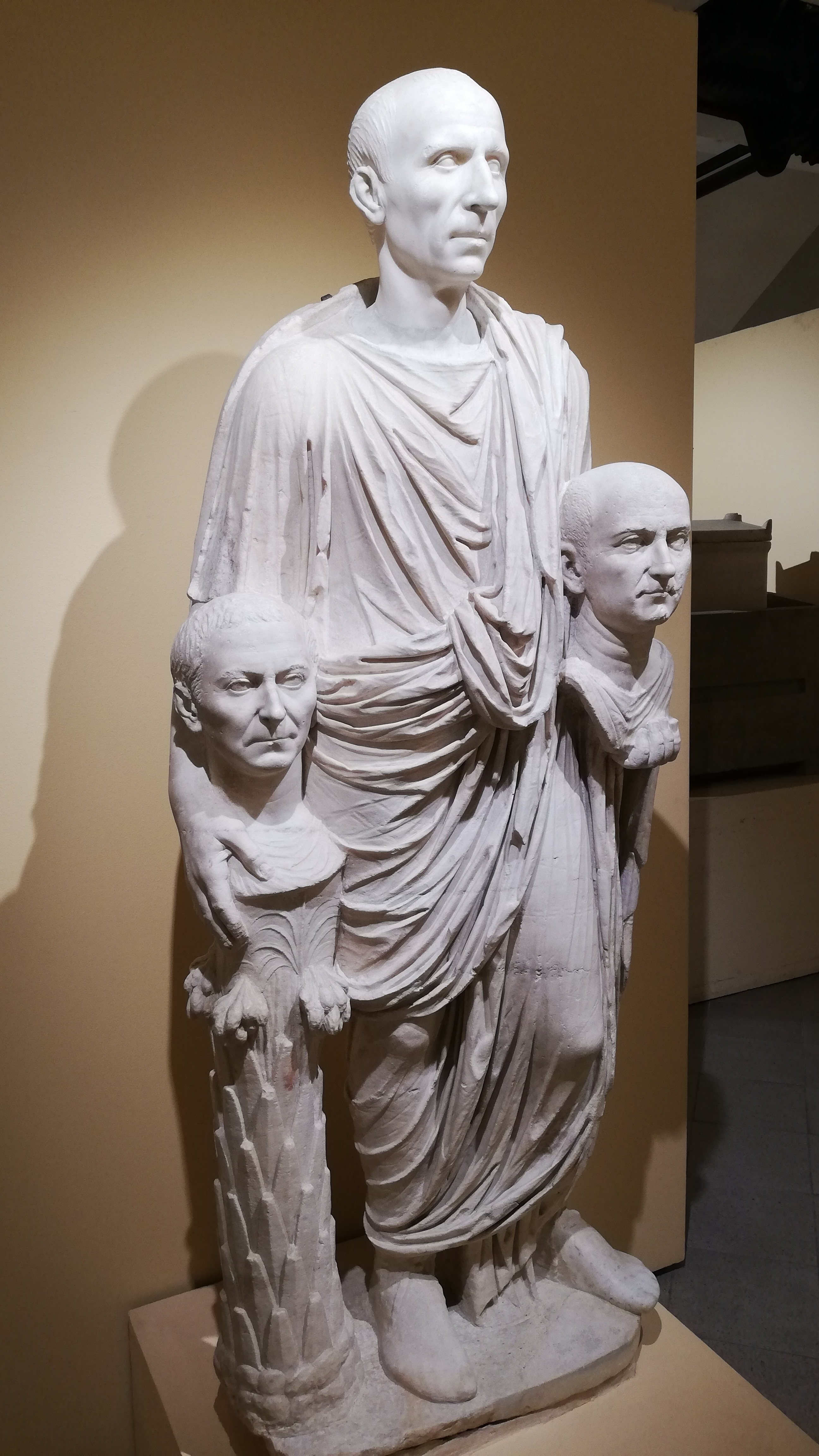
Il Togato Barberini, statua di patrizio romano che mostra orgoglioso i ritratti degli avi

Lo ius imaginum era un diritto riconosciuto e disciplinato del patriziato romano di tenere in casa ritratti dei propri avi.
Questi ritratti, originariamente in cera e poi copiati nei secoli in bronzo e marmo, venivano collocati nell'atrium domestico e in occasione dei pubblici sacrifici e dei funerali essi venivano portati in processione da personaggi che simboleggiavano gli stessi avi, come se fossero presenti alla cerimonia. Anche le donne potevano tenere ritratti degli avi.
Nelle case erano conservate dietro appositi sportelli che venivano aperti solo in circostanze particolari. Pare che nella disposizione dei ritratti venissero tracciate delle linee dipinte, o forse tesi veri e propri nastri, in modo da creare un albero genealogico. Forse le immagini erano anche dotate di nome e titoli. Plinio narra di incidenti legati all'inserimento di un estraneo nella serie di una famiglia, mentre Tacito ci ha tramandato come una condanna equivalesse alla rimozione dell'immagine dell'interessato dalla serie. Polibio descrive dettagliatamente l'uso dei ritratti, anche come esempio verso i giovani. 
Lo ius imaginum rimase prerogativa esclusiva del patriziato finché essi furono i soli ad essere ammessi alle magistrature ordinarie, per poi venire esteso ai plebei che si ritenevano derivati da ceppi patrizi e, infine, a tutti i discendenti di magistrati curuli. 
Magistratura, nobilitas e ritratto erano quindi legati indissolubilmente, come testimonia anche un discorso di Mario che si lamenta contro i patrizi romani che lo disprezzano perché non "ha immagini (di antenati) e la sua è una nobiltà nuova". Solo i discendenti di una magistrato avevano ritratti, non il magistrato stesso se era un homo novus.
Il ritratto come forma artistica ebbe un momento di grande fioritura all'epoca di Silla, quando nacquero le caratteristiche del cosiddetto ritratto romano repubblicano.